# 格雷戈里·弗拉斯托斯
格雷戈里·弗拉斯托斯（希臘語：Γρηγόριος Βλαστός，1907年7月27日—1991年10月12日），希腊杰出古代哲学学者，著作多关于柏拉图和苏格拉底。他运用现代分析哲学以重申和评价苏格拉底和柏拉图的观点，从而改变了对古典哲学的分析，曾获古根海姆奖与麦克阿瑟奖。